# 西使記
《西使記》，一卷，元代劉郁作，成书于中统四年（1263年）三月。西使记实分两部分，前半部记述常德西使的行程，后半部记述被旭烈兀攻陷、征伐、或自行归降的几个中亚国家。

## 常德行程
元宪宗二年（1252年）秋，蒙古大汗蒙哥，诏令皇弟旭烈兀统率大军西征，前后六年，开拓疆土几万里。
元憲宗九年正月二十日（1259年2月13日），蒙古大汗蒙哥遣轉運使常德出使伊兒汗國，觐见旭烈兀，劉郁隨行。使团自和林出發，出兀孙，西北行二百余里，翻越常年积雪的杭爱山、抵达昏木輦河，乘小船航行数日，过龍骨河（今新疆烏倫古河），向西北，去别失八里约五百里，此地多汉民，种黍谷。龙骨河西注入乞则里八寺海（今乌伦古湖），多可食用的鱼类。转西行，達业瞞城，折向西南行，達博羅城，此地种稻麦，山多矮柏，贴石而生，土房镶琉璃窗。由此继续西南行，过铁木儿忏关隘（今度松关），抵達汉回杂居，盛产瓜、葡萄和石榴的阿力麻里。元憲宗九年二月二十八日（1259年3月23日），过塔剌寺，元憲宗九年三月初一日（1259年3月26日），过赛兰城，中有一座浮图，回纥人在此祈拜。元憲宗九年三月初四日（1259年3月29日），渡忽章河。元憲宗九年三月初八日（1259年4月2日），抵達撒麻耳干、此地梨花、蔷薇、玫瑰盛开，出产多种中国没有的药材。元憲宗九年三月十四日（1259年4月8日），渡阿姆河。元憲宗九年三月十九日（1259年4月13日），过里丑城。元憲宗九年三月二十六日（1259年4月20日），过马兰城。元憲宗九年三月二十九日（1259年4月23日），过纳商城、带扫儿城、木乃奚城。元憲宗九年四月初六日（1259年4月29日），过屹立儿城，又过阿剌模忒堡。劉郁笔录的前半部行程日记到此为止。使团从和林到阿拉模忒，前后三个半月。按波斯文献，此时，元憲宗九年（1259年）四月，旭烈兀大军驻守伊儿汗国都城大不里士，几个月后再出征叙利亚。使团过阿拉模忒堡后，必定到大不里士觐见旭烈兀。后来常德、劉郁有无随军出征，或到过何处，何时回程，文中一字不提。

## 中亚诸国
《西使記》的后半部记述在使团到来之前，被蒙古军攻陷、征伐、或自行归降的几个西域国家。
- 乞石迷西（今克什米尔）[3]，在印度之西，克什米尔人状如中国画中之达摩，不食荤不饮酒，日食米一合，所谈皆佛法。
- 报达国，
- 天房[4]，
- 密乞儿国，
- 富浪国（佛郎机），
- 石罗子国、
- 印毒国，
- 黑契丹。

## 阿拉伯医药
《西使記》亦載有中亞的幾種特效草藥：阿只兒，狀如苦參，治馬鼠瘡、妇人胎損、打扑內傷，阿息兒，狀如地骨皮，治婦人產後衣不下、治金瘡，奴哥撤兒，形似桔梗，治金瘡、斷筋。明李时珍《本草綱目》收錄此三藥於卷二十一，这一事实说明在13世纪，由於成吉思汗和旭烈兀的西征，波斯的医学知识已经通过丝绸之路传入中国。当时隨蒙古西征的穆斯林醫生，将波斯文、阿拉伯文的伊斯蘭醫藥書籍，帶入中國”，而当时来华的阿拉伯人，亦多以卖阿拉伯草药为业。

## 版本
《西使記》曾收入下列文獻中：
- 《秋澗大全集卷》九十四《玉堂佳話》
- 續弘簡 《元史類編》
- 魏源《海國圖誌》
- 王國維《古行記校錄》

## 翻译本
西使记一书，对于研究蒙古帝国在欧洲开拓疆土的历史，和研究十三世纪丝绸之路历史，有重要的意义，因此很早就受到汉学家重视，在19世纪就已经有两种法译本和一种英译本出现：
- 1825年法国汉学家雷慕沙从《元史类編》中的《西使录》节译成法文， 收入 《东方文选》（Mélanges Asiatiques, ou Choix de morceaux de critique, et de mémoires relatifs aux religions, aux. sciences, à l'histoire, et à la géographie des nations orientales. Vol I， II., Paris, 1825）。
- 1865年法国汉学家 M.G.Pauthier, 重译《西使记》附于所著 《马可波罗传》（LE LIVRFE DE MARCO POLO Paris, 1865)。
- 1888年俄国汉学家贝勒校对四种《西使记》版本后，全文译成英文[7]。